# Wassila Hachchi
Wassila Hachchi, née le 6 janvier 1980 à Rotterdam, est une femme politique néerlando-marocaine. Membre du parti Démocrates 66 (D66), elle est représentante à la Seconde Chambre des États généraux du 17 juin 2010 jusqu'à sa démission le 20 janvier 2016.

## Biographie

### Études
Hachchi grandit à Rotterdam de parents marocains et étudie l'administration des affaires à l'université Érasme de Rotterdam. Elle suit ensuite une formation d'officier en logistique et administration à l'Institut Royal de la Marine (Koninklijk Instituut voor de Marine) entre 2003 et 2004.

### Parcours professionnel
Elle travaille de 2003 à 2007 comme officière dans les services logistiques de la Marine royale. En 2007, elle devient directrice dans les affaires financières et économiques du ministère des Affaires économiques et reçoit le prix de la meilleure jeune fonctionnaire de l'année. En 2009, elle devient fonctionnaire chargée de la planification et du contrôle au ministère de la Défense.

### Engagement politique
En 2006, elle intègre le parti des Démocrates 66. Elle est élue à la Seconde Chambre des États généraux lors des élections législatives de juin 2010. Elle figure à la sixième place de la liste présentée par le parti, récoltant 3 863 votes en sa faveur. En 2012, elle figure à la douzième place pour la Seconde Chambre et est réélue avec 4 737 votes de préférence.
En 2016, elle met un terme à son engagement politique et laisse sa succession parlementaire à Salima Belhaj. Elle gagne en notoriété à la suite de la publication de son livre Listen, Think, Speak, expliquant son parcours professionnel dans le but de rendre ses parents fiers. Elle explique sa biographie ainsi que sa volonté de se sentir Néerlandaise pour bien s'intégrer et gagner sa place dans la société, en montant les rangs militaires, ensuite dans l'administration publique, avant de se lancer en politique. Finalement, elle estime n'avoir pas réussi dans son but de s'intégrer totalement à la société, du fait qu'elle ne s'est pas sentie acceptée au long de son parcours.
En 2018, elle reprend sa carte chez les Démocrates 66.